# Mertensia longiflora
Mertensia longiflora  (лат.) — многолетнее травянистое растение, вид рода Мертензия (Mertensia) семейства Бурачниковые (Boraginaceae). Произрастает в западной части Северной Америки.

## Описание
Многолетнее травянистое растение. Растёт из разветвлённого, короткого и неглубокого клубневидного корня в форме стеблекореня. Прямостоячий стебель в среднем достигает около 18 см в высоту.
Листья овальной или копьевидной формы. Метельчатое плотное соцветие представляет собой скученную гроздь свисающих трубчатых цветков, которые срастаются у основания и расширяются в дольчатые и похожие на колокольчики. Они, как правило, ярко-синие, но могут быть лавандовыми, розоватыми или почти белыми, достигают 2,5 см в длину, венчик 15–25 мм, тычиночные нити широкие.

## Ареал и местообитание
Вид произрастает на западе Северной Америки от Британской Колумбии в Канаде до Калифорнии и Монтаны в США. Встречается на открытых, обычно влажных весной, сухих равнинах, в предгориях, особенно с полынью или жёлтой сосной. растёт на высоте 1600–2200 м над уровняем моря.